# Oliver Welden
Oliver Welden (Santiago, 1946-31 de enero de 2021) fue un poeta chileno de la llamada «generación dispersa» o «de la diáspora».

## Biografía
Welden estudió en el Liceo José Victorino Lastarria, donde los últimos dos años fue compañero de curso del escritor Gonzalo Millán, con quien trabó una estrecha amistad. En el liceo, donde Welden fue presidente del centro de alumnos (1963-1964), formaron un grupo literario, Academia, y ganaron dos años seguidos el concurso literario que organizaban los profesores de castellano. Le gustaba el deporte, y jugaba rugby en el Stade Francais, adonde llevó a Millán.
En enero y febrero de 1965, Welden y su amigo Hernán Concha Sirandoni, también miembro del grupo Academia y compañero de banco de Millán en el liceo, trabajaron en un barco pesquero en Iquique. Recuerda el poeta: «El barco se llamaba Procyon. Mi padre había trabajado en una de esas empresas y a mí me interesaba volver a ver la ciudad donde él había vivido por un largo tiempo, un tiempo que hizo coincidir el inicio de mi  adolescencia con su larga ausencia». En marzo de aquel año comenzó sus estudios de pedagogía en castellano en el Instituto Pedagógico y al siguiente se trasladó a la sede la Universidad de Chile de Antofagasta primero y de Iquique después. La poeta Ana Leyton subraya lo que significó el norte de Chile para Welden al decir que hay una «fusión patrimonial con esta tierra que lo acunó poeta».
Welden, junto con su pareja Alicia Galaz, es «uno de los mayores responsables de la revista más importante de la historia de la literatura de Atacama, Tebaida». Comenzada en 1968, la revista, que se editaba en Arica, en cuya sede de la Universidad de Chile ambos enseñaban, tuvo un total de nueve números, el último el de mayo-diciembre de 1972. Después del golpe militar del 11 de septiembre de 1973 encabezado por el general Augusto Pinochet contra el gobierno de Salvador Allende, Welden y Galaz se vieron obligados a abandonar Chile.
Antes de partir al exilio —a Estados Unidos, la tierra de su padre—, publicó solo dos poemarios, Anhista —había comenzado a escribir en su época de liceano y saca este libro siendo estudiante de primer año de universidad, en 1965— y Perro del amor, con el que había ganado unos años antes un premio de la Sociedad de Escritores de Chile y que «convierte la obra de Welden en uno de los referentes de su generación»; el mismo poemario pasa a ser «de culto dentro de la literatura chilena». Roberto Bolaño, en una entrevista aparecida en El Mercurio del 25 de octubre del año 2003 indica: “Yo recuerdo a Oliver Welden, a quien nadie recuerda hoy en Chile. Era un poeta de Arica y de los buenos, aunque era difícil encontrar sus escritos”.
En el extranjero se dedicó a la docencia y guardó un mutismo total; no publicó libros ni prácticamente nada, salvo algún que otro poema suelto en alguna revista. «Yo mantuve un silencio voluntario (un exilio dentro del exilio) durante 30 años», diría el poeta. Solo rompió su silencio después de la muerte de su esposa, con quien vivía en la ciudad universitaria de Martin (Tennessee) y lo hizo publicando Fábulas ocultas en la editorial del poeta Omar Lara, a los tres años de la pérdida de su compañera. Ya viudo, abandonó Estados Unidos y se fue a Europa, donde vivió en Suecia y España.
El poeta Arturo Volantines sostiene que «Oliver Welden es uno de los poetas más notables que ha vivido en el Norte atacameño y es un tremendo estímulo para las nuevas promociones del Mundo Andino». El crítico literario Daniel Rojas indica la importancia de la poética de Welden y de su libro Perro de amor, como un pilar de la nueva escritura del norte chileno y la frontera surgida a fines de los noventa. Murió en España.

## Premios
- Premio Nacional Luis Tello 1968, de la Sociedad de Escritores de Chile, por Perro del amor.[8]
- Premio de la Feria del Libro de Nueva York 2007 por Love Hound, la edición bilingüe de  Perro del amor.[14]

## Obras
- Anhista. Poemas 1962-1964, con carta-prólogo de Roberto Meza Fuentes; Arancibia Hnos, Santiago, 1965 (descargable desde Memoria Chilena)
- Perro del amor, Ediciones Mimbre-Tebaida, Antofagasta, 1970; 23 poemas breves con ilustraciones de Guillermo Deisler; descargable desde Memoria Chilena (Host Publications sacó una edición bilingüe español/inglés, con traducción e introducción de Dave Oliphant: Love Hound, Austin, TX, 2006)
- Fábulas ocultas, Ediciones LAR, Concepción, 2006.
- Corazón de la sangre, inédito.
- Testimonio del escriba, inédito.
- El libro de Eugenia, inédito.
- Oscura palabra. Poesía 1970-2006, LOM Ediciones, Santiago, 2010.

## Opiniones de contemporáneos
- Jorge Teillier: «la poesía negra de Welden refleja la desesperada búsqueda de sí mismo por un adolescente, expresada a través de una dicción despiadada y concisa como los epitafios».
- Andrés Sabella: «Welden no teme sumergirse en las tintas del humor negro, lo que le concede a sus poemas un repente de vértigo. En tales hondores, su poema "Las presas son", alcanza una dramática sonrisa, una crueldad que no desgarra, pero que sí abre una herida sutil en los lectores».[15]